# Gena
Genival Costa de Barros Lima, conhecido como Gena (Recife, 11 de maio de 1943 — Recife, 12 de novembro de 2018), foi um futebolista brasileiro que atuou como lateral-direito.

## Carreira
Iniciou sua carreira no Náutico em 1962, na equipe alvirrubra conquistou o hexacampeonato pernambucano (1963–1968), tricampeonato da Taça Norte (1965–1967), foi vice-campeão da Taça Brasil de 1967, disputou a Taça Libertadores de 1968, e ainda foi campeão de outros torneios regionais, ficando na equipe Timbu até 1969.
Em 1970 transferiu-se para o Santa Cruz, onde também fez parte do histórico elenco tricolor que dominou o futebol local nos 70, no Arruda Gena foi tetracampeão pernambucano (1970–1973) tornando-se, ao lado de outra lenda do futebol de Pernambuco Givanildo Oliveira, um dos únicos atletas a conquistar 10 títulos estaduais.
Ainda no Santa Cruz o lateral direito ganhou o Prêmio Belfort Duarte, premiação criada em 1945 pela Confederação Brasileira de Desportos (CBD), precursora da atual CBF, que contemplava os atletas exemplares no "fair play", que nunca foram expulsos durante a carreira, caso de Gena. O atleta agraciado recebia um diploma e uma medalha.
Apesar dos títulos, o Santa Cruz não renovou com Gena, que já tinha 38 anos na época, ao deixar o Tricolor, recebeu uma proposta do Força e Luz, equipe de Natal/RN.
Ao abandonar os gramados, ainda tornou-se treinador, mas sem grande destaque. Anos mais tarde Voltou ao Náutico para trabalhar com a base, inclusive ocupou a função de auxiliar técnico do time Sub-17, ao lado de Lourival, outro ex-jogador e também ídolo do Timbu, ficando no clube até um ano antes de sua morte.

### Troféu Gena
Ainda em vida, viu ser disputada a "Taça do Centenário dos Clássicos das Emoções", em 2017, que comemorava os 100 anos do clássico entre Náutico e Santa Cruz. Na ocasião, a taça recebeu o nome de “Troféu Gena”, o vencedor seria determinado por meio da soma de todos os confrontos oficiais entre os rivais na temporada. Após oito partidas, entre Estadual, Copa do Nordeste e Série B, o Náutico acabou ficando com a taça, após a vitória por 3–2 no Arruda, pelo Campeonato Brasileira competição. Em 2018 a direção do Náutico criou uma segunda versão do “Troféu Gena”, agora dedicado ao amistoso de reabertura dos Aflitos, contra o Newell’s Old Boys, e mais uma vez vitória alvirrubra, 1–0 contra os argentinos.

## Títulos
Náutico
- Campeonato Pernambucano: (1963, 1964, 1965, 1966, 1967 e 1968)
- Taça Norte (1965, 1966 e 1967)
- Torneio Centenário de Campina Grande: (1964)
- Torneio Governador Luiz Viana Filho (1967)
- Torneio Quadrangular do Recife (1967)

Santa Cruz
- Campeonato Pernambucano: (1970, 1971, 1972 e 1973)

Títulos individuais
- Prêmio Belfort Duarte

## Morte
Gena morreu na noite de 12 de novembro de 2018, no Hospital Memorial São José aos 75 anos, foi a óbito por conta de uma infecção no abdômen e estava internado há quase duas semanas. O velório do ex-jogador aconteceu às 11h, no Cemitério de Santo Amaro, no Recife. Foi enterrado às 16h.
Em suas redes sociais, o Náutico divulgou uma nota de pesar sobre o falecimento do ex-jogador:
| “ | "O Náutico, em nome de toda a torcida alvirrubra, se solidariza com os familiares e amigos de Gena, um dos nossos heróis do Hexa, que faleceu na noite desta segunda-feira. Gena foi mais do que um atleta vencedor. Foi um ser humano campeão. Uma estrela que brilhou no Hexa alvirrubro e vai continuar sendo luz e inspiração. Para todos nós que fazemos o Náutico. Torcida, dirigentes, funcionários, atletas. Gena é exemplo de um Náutico eterno, do que fica para sempre." | ” |

Além de diversas outras homenagens, os alojamento do hotel das categorias de base do CT Alvirrubro receberam o nome de Gena.